# 먼치킨 (RPG)
먼치킨(munchkin)은 소설 '오즈의 마법사'에 나오는 난쟁이 '먼치킨'에서 유래되었으며, TRPG 게임등에서 '룰을 따르며 다른 캐릭터와 협력하는 것이 아닌, 혼자서 모든 것을 해결하면서 게임 진행을 방해하는 게이머'를 뜻하는 단어로 사용되었다.
먼치킨이 가지는 또 다른 의미는 '갈등이 있는 상황에서, 그 갈등을 해결할 궁극의 수단과 잠재력을 가진 소위 "갈등 해결자"'이다. TRPG게임에서는 협력해서 미션을 이끌어야 하는데, 협력없이 자기 마음대로 미션을 수행할 수 있는 게이머가 먼치킨이다.
요약하면, 게임이나 소설등에서, 마법이나 기술을 난사하면서 한 번에 다수의 몬스터를 잡는다거나 원샷올킬 등을 해낼 수 있는, 극단적으로 강한 캐릭터(주인공과 파티원)들을 일컫는 말이다.
대표적인 캐릭터로는 웹소설 투명드래곤의 주인공 투명드래곤이 있다.